# Николаевский сельсовет (Локтевский район)
Николаевский сельсовет — муниципальное образование со статусом сельского поселения и административно-территориальное образование в Локтевском районе Алтайского края России. Административный центр — село Николаевка.

## Демография
По результатам Всероссийской переписи населения 2010 года, численность населения муниципального образования составила 598 человек, в том числе 295 мужчин и 303 женщины. Оценка Росстата на 1 января 2012 года — 572 человека.

## Населённые пункты
В состав сельского поселения входит один населённый пункт — село Николаевка.